# Risikobewältigung
Unter Risikobewältigung (Risikosteuerung) versteht man im Risikomanagement von Unternehmen alle Maßnahmen zur Risikovermeidung, Risikominderung, Risikodiversifikation, Risikotransfer und Risikovorsorge.

## Allgemeines
Unternehmen sind einer Vielzahl von Risiken ausgesetzt. Sie heißen dann auch Risikoträger, weil sie bewusst oder unbewusst Risiken zu tragen haben. Risikoträger heißen zudem die einzelnen Objekte oder Vorgänge, die Risiken in sich bergen, etwa betriebliche Schwachstellen wie unqualifiziertes Personal. Diese Risiken können aus technischen, allgemein wirtschaftlichen, speziell finanziellen oder rechtlichen Gründen entstehen und zu Betriebsstörungen, Verlusten oder gar Unternehmenskrisen bis hin zur Insolvenz führen. Risiken dieser Art sind ein Untersuchungsgegenstand der Betriebswirtschaftslehre, die sich mit den Arten, den Folgen und der Vermeidung betrieblicher Risiken auseinandersetzt. Sie hat innerhalb der Risikobewältigung mehrere Strategien entwickelt, betriebliche Risiken zu minimieren oder gar vollständig auszuschalten. Die Risikobewältigung beeinflusst das Risikoverhalten und die Risikofreude eines Unternehmens und umgekehrt.
Die Risikoidentifikation als der erste Schritt vor einer Risikobewältigung versucht eine systematische Erfassung und Sammlung möglicher Risiken, gefolgt von der Risikoanalyse, die die identifizierten Risiken nach ihren Ursachen und Eintrittswahrscheinlichkeiten untersucht. Eine Risikobewertung schließt sich an, die die Bedrohung der analysierten Risiken für ein Unternehmen ermittelt und die Vertretbarkeit analysierter Risiken beurteilt. Im Rahmen der Risikobewältigung kommt es im Anschluss darauf an, als vertretbar erachtete Risiken zu tragen und hierfür ein geeignetes Risikocontrolling zu installieren.
Risiken müssen eingegangen werden, um Gewinn und Vermögen für ein Unternehmen zu konstituieren. Die maßgebliche Bemessung des Erfolges eines Unternehmens erfolgt jedoch durch die Selektion der „richtigen“ Risiken (englisch „upside risks“). Um Risiken zu meistern, müssen die richtigen Strategien entwickelt und entsprechend effiziente und effektive Geschäftsprozesse als Teil einer risikobewussten Unternehmensführung definiert werden.

## Arten
Allgemein wird zwischen aktiver und passiver Risikobewältigung unterschieden, auch als ursachenbezogene und wirkungsbezogene Risikosteuerung bezeichnet. Die aktive Risikobewältigung soll Einfluss auf die Eintrittswahrscheinlichkeiten und/oder Risikotragweiten nehmen. Innerhalb der passiven Risikobewältigung werden Maßnahmen ergriffen, um die wirtschaftlichen Konsequenzen eingetretener oder erwarteter Risiken bewältigen zu können. Vorhandene Risiken werden mithin durch die passive Risikobewältigung nicht verändert. Aktive Risikobewältigung wird auch präventive Risikopolitik genannt, passive ist eine korrektive Risikopolitik.

## Maßnahmen
Zur aktiven Risikobewältigung gehören Risikovermeidung, Risikominderung und Risikodiversifikation.
- Risikovermeidung: Entscheidet sich ein Unternehmen, eigentlich geplante Aktivitäten (beispielsweise Investitionen) nicht durchzuführen oder bestehende Aktivitäten vor Risikoeintritt aufzugeben, liegt Risikovermeidung vor. Die Risikovermeidung beschreibt den gänzlichen Verzicht auf eine risikobehaftete Tätigkeit. Diese Strategie sollte jedoch erst berücksichtigt werden, wenn infolge akuter Zusammenhänge keine andere Vorgehensweise mehr möglich ist oder das Chancen-Risiko-Verhältnis nicht gebührend optimiert werden kann, da durch diese Methode auch keine Gewinne generiert werden können.[3] Ein Beispiel wäre der Austritt aus einem kritischen Geschäftsbereich.[4] Es handelt sich um die radikalste Möglichkeit der Risikobewältigung, bei der die Eintrittswahrscheinlichkeit eines konkreten Risikos auf null gesetzt wird.[5]
- Bei der Risikoselektion handelt es sich um eine vor allem im Kreditwesen und Versicherungswesen angewandte Strategie, nur neue Kreditnehmer oder Versicherungsnehmer zu akquirieren, die ein vertretbares Kreditrisiko oder Versicherungsrisiko darstellen.
- Von einer Risiko(ver)minderung spricht man, wenn jemand
  - Risiken an Dritte überwälzt, etwa auf Kreditinstitute (Sicherungsgeschäfte), Lieferanten oder Kunden (nicht jedoch auf Versicherer) oder
  - Kreditsicherheiten hereinnimmt oder
  - innerhalb des Unternehmens einen Risikoausgleich[6] erzielt (Selbstversicherung) oder
  - durch organisatorische oder technische Maßnahmen Schäden verhütet (operationelles Risiko).[7]

Die Eintrittswahrscheinlichkeit wird dabei auf ein akzeptables Risikomaß gesenkt, denn Kreditsicherheiten (insbesondere bei Kreditinstituten und Versicherungen) oder der Eigentumsvorbehalt und die Vorauszahlung (bei Lieferanten) mindern bestehende Kredit- und Debitorenrisiken. Eine Schadensminderung durch technische Risiken kann mit Hilfe von Rückrufaktionen erreicht werden.
- Im Rahmen der Risikokompensation werden Entscheidungen getroffen oder Geschäfte abgeschlossen, die im günstigsten Fall mit einem Korrelationskoeffizienten von {\displaystyle -1} negativ zur bestehenden Risikoposition korreliert sind.[8] Diese Risikokompensation wird im Finanzwesen definiert als die zielgerichtete Kombination des aus einem Finanzinstrument resultierenden Risikos mit einem anderen Finanzinstrument, das eine gegenläufige, negativ korrelierte Gegenwirkung aufweist.[9]
- Eine Risikodiversifikation liegt vor, wenn ein Gesamtrisiko in mehrere, möglichst nicht positiv miteinander korrelierende Einzelrisiken aufgespalten wird und hierdurch eine breite Streuung entsteht. Das ist bei Portfolien wie Kreditportfolien der Fall, die im günstigsten Fall eine hohe Granularität und geringe Klumpenrisiken aufweisen (In der Portfoliotheorie gilt das Prinzip: „Nicht alle Eier in einen Korb legen“). Innerhalb eines Konzerns können durch Risikodiversifikation voneinander unabhängige Risiken regional, objektbezogen oder personenbezogen gestreut werden:
  - Regionale Streuung erfolgt etwa durch Herstellung desselben Produkts in verschiedenen Betriebsstätten (Parallelproduktion);
  - objektbezogene Diversifizierung erfolgt beispielsweise durch Schaffung mehrerer gleichartiger Produktionsanlagen (Redundanz);
  - personenbezogene Diversifizierung liegt etwa vor, wenn mehrere Vorstandsmitglieder getrennt zum selben Reiseziel reisen.[10]

Die Risikodiversifikation dient der Regulierung von Risiken, minimiert allerdings nicht unbedingt die Eintrittswahrscheinlichkeit des Einzelrisikos, wirkt jedoch auf den Schadensumfang. Da ein synchrones Eintreten aller Risiken in ihrer Gesamtheit sehr unwahrscheinlich ist, sollte man die Gefahr von Abhängigkeiten verhindern, indem man zum Beispiel mehrere Lieferanten zur Auswahl hat und die Qualität der Geschäftspartner vergleicht.
Die passive Risikobewältigung besteht aus Risikoüberwälzung (Risikotransfer) und Risikovorsorge. Sie ist erforderlich, wenn für Risiken – bewusst oder unbewusst – keine aktive Risikobewältigung vorgenommen wurde, wodurch ein Risikoeintritt betrieblich zu verkraften ist.
- Bei der Risikoüberwälzung werden bestehende Risiken auf andere Wirtschaftssubjekte, die diese Risiken mindestens genauso gut beherrschen, übertragen. Der Risikotransfer reduziert die Folgen des Risikoeintritts, nicht jedoch die Eintrittswahrscheinlichkeit des Risikos. Zu nennen sind in erster Linie Versicherer, die Schadensversicherungen (wie Feuerversicherung, Betriebsunterbrechungsversicherung), Kreditversicherungen (für Lieferanten) oder Exportkreditversicherungen (für Exporteure) übernehmen. Das gesamte Versicherungsgeschäft wird als Risikotransfer zwischen Versicherer und Versicherungsnehmer gegen Beitragszahlung (Risikotransferkonzept) verstanden.[12] Dabei müssen vor allem die Kosten in einer sinnvollen Relation zum Nutzen stehen. Auch die Risikoteilung durch Arbeitsgemeinschaften, Konsortien oder Rückversicherungen/Retrozessionen (bei Versicherungen) ist ein Risikotransfer. Das Outsourcing (z. B. EDV, Buchhaltung) ist ebenfalls ein Risikotransfer.[13] Werden im Bankwesen Verbriefungen vorgenommen und in Zweckgesellschaften ausgelagert, liegt ebenfalls ein Risikotransfer vor.[14] Auch Derivate als Sicherungsnehmer (insbesondere Credit Default Swaps) gehören in diese Kategorie. Der Risikotransfer ist eine finanzwirtschaftliche Transaktion.
- Die Risikovorsorge besteht aus bilanziellen Maßnahmen, die das risikotragende Unternehmen betreffen. Das Vorsichtsprinzip verlangt, dass bei der Bilanzierung alle Risiken und Verluste angemessen zu berücksichtigen sind. Deshalb sind nach handelsrechtlichen Vorschriften Rückstellungen, Wertberichtigungen und Abschreibungen vorzunehmen. Zur bilanziellen Risikovorsorge gehört auch die Schaffung einer akzeptablen Eigenkapitalbasis zur Deckung eventuell eintretender Verluste und die Haltung angemessener Liquiditätsreserven zwecks Vermeidung der Zahlungsunfähigkeit, was das Überleben des Unternehmens sichern hilft.[15] Bei der Risikovorsorge wird das Risiko vom Unternehmen selbst getragen. Als passive Risikobewältigung bezieht sich diese Maßnahme nur auf die Folgen des Risikoeintritts, die durch die Bilanz und Gewinn- und Verlustrechnung abgefedert werden müssen.

Übrig bleiben nach dem Einsatz aller Maßnahmen Restrisiken, die ein Unternehmen bewusst in Kauf nimmt. Es geht davon aus, dass die technische oder Marktentwicklung zu einer über 50 % liegenden Eintrittswahrscheinlichkeit plangemäß verläuft.

## Anwendung in der Praxis und Probleme
Auf Basis psychologischer Forschung wurde bewiesen, dass die meisten Menschen eine intensive Antipathie gegenüber Risiken und Verlusten haben. Dabei werden Risiken aus falschem Handeln als bedrohlicher empfunden als Risiken aus Nicht-Handeln (entgangene Chancen). Hinzu kommt die Neigung, Risiken mit geringer Eintrittswahrscheinlichkeit, aber hohem Schadenspotenzial, zu überbewerten. Beides kann zu übertriebenen Vermeidungsstrategien führen und damit zum wirtschaftlichen Nachteil des Unternehmens. Es geht beim Risikomanagement nicht um die Eliminierung aller Risiken aus der Organisation („Null-Risiko-Illusion“), da jede unternehmerische Betätigung mit dem Eingehen von Risiken verbunden ist. Ziel ist vielmehr eine Optimierung des Chancen-Risiko-Profils eines Unternehmens.
In einigen Unternehmen reduzieren sich die Vorgehensweisen zur Risikobewältigung allein auf Versicherungen. Auch dahinter steckt das unbewusste Bestreben, am liebsten alle Risiken auf außenstehende Parteien abzuwälzen und im Ergebnis gar nicht mehr falsch handeln zu können. Die Verwendung von nur einer Risikobewältigungsstrategie sollte in der Praxis jedoch nicht erfolgen. Ein Mix verschiedener Maßnahmen ist am effizientesten. Die Einschätzung prognostizierter Erträge mit den damit verknüpften Risiken ist Bestandteil jeder gründlichen Planung unternehmerischer Entscheidungen.
Eine andere Problematik ist das Verdrängen von Risiken. Hier wird die Möglichkeit von Rückschlägen oder eines Scheiterns in unvernünftiger Weise nicht in Erwägung gezogen. Beträchtliche Folgen für das unternehmerische Risikomanagement entstehen aus dem menschlichen Bestreben, kognitive Unstimmigkeiten zu vermeiden und das Umfeld zu lenken: Das bewusste oder unbewusste Vernachlässigen existenter Risiken führt dazu, dass wirtschaftliche Risikobewältigungsverfahren nicht genutzt und eingetretene Plandiskrepanzen später nicht in Bezug auf die ursächlichen Risiken untersucht werden.

## Risikobericht
Kapitalgesellschaften haben nach dem seit Mai 1998 geltenden KonTraG die Pflicht, den Lagebericht um einen Risikobericht zu erweitern, darin existenzbedrohende Risiken zu dokumentieren und auch „auf die Risiken der künftigen Entwicklung einzugehen“. Allerdings sind die gesetzlichen Regelungen zum Risikobericht jeweils nur in einem Halbsatz in den §§ 289 Abs. 1 und § 315 Abs. 1 HGB beschrieben, so dass ein großer Ermessensspielraum für die Unternehmen besteht. Somit ergibt sich auch eine mittelbare gesetzliche Verpflichtung für Kapitalgesellschaften, ihre Risiken und Chancen durch Risikomanagement zu untersuchen und zu steuern. Sie müssen ein internes Kontrollsystem installieren, welches wiederkehrende Kontrollschritte definiert und in determinierter Häufigkeit ausführt, um Schlüsselrisiken zu reduzieren.